# NORA (歌手)
NORA（ノラ）は、日本のヴォーカリスト、作詞家、作曲家。オルケスタ・デ・ラ・ルスの結成当時からのオリジナルメンバーであり、メインヴォーカルを担当する。

## バイオグラフィ
1961年10月28日生、東京都中野区出身。
3歳からダンスを始め、目指していたのはプロのダンサー。サルサを歌い始める前からR&Bに傾倒し、R&Bシンガーとしても活動している。趣味はダンスと映画鑑賞。
1984年、オルケスタ・デ・ラ・ルスを結成する。オルケスタ・デ・ラ・ルスとしての活動はオルケスタ・デ・ラ・ルスを参照のこと。
1996年からソロ活動を開始。国内、海外の様々なジャンルのアーティストと共演。3枚のソロアルバムをリリース。2012年、サルサ界のオールスターバンド「SALSA GIANTS」に参加。世界ツアーを行い、2013年ラテングラミー「Best Salsa Album」を受賞。2014年ラテン界の威厳ある音楽賞「Premio lo nuestro」の授賞式に参加し、SALSA GIANTSのメンバーとしてパフォーマンスを披露。 New Yorkにて「Bronx Salsa Concert」に出演 (2年連続)。オルケスタ・デ・ラ・ルス結成30周年コンサートを開催。2015年JICA「なんとかしなきゃ！プロジェクト」のサポーターに任命されキューバ、ニカラグアを訪問。2016年、コロンビアのバランキージャにて、インターナショナルサルサ賞「PREMIOS LUNA」を受賞。2017年、ラテンソウルレディースバンド「ラス・オセアナス (LAS OCEANAS)」結成。
2018年7月、これまでのストーリーを記した初の著書「人生、60歳まではリハーサル」を主婦の友社より発売し話題に。同年7月、フランス¨TIEMPO LATINO FESTIVAL”にゲストシンガーとして招聘される。同年11月、「ラス・オセアナス」のデビューアルバム「OCEANATION」リリース。
2019年12月、「ラス・オセアナス」のセカンドアルバム「LAS OCEANAS」リリース。
2022年、4枚目のソロアルバム、¡Salud a la vida! 人生に乾杯！リリース。

## ディスコグラフィ
※NORA名義で発売された作品のみ記載する。
→オルケスタ・デ・ラ・ルスの作品については「サザンオールスターズのディスコグラフィ」を参照。

### アルバム
| No | 地域 | リリース日    | タイトル                           | レーベル      | 規格   | 規格品番   | 備考          |
| -- | ---- | ------------- | ---------------------------------- | ------------- | ------ | ---------- | ------------- |
| 1  | 日本 | 1996年8月21日 | Electric Lady                      | BMGビクター   | 12cmCD | BVCR-761   | NORA NORA名義 |
| 1  | 米国 | 1996年9月24日 | Electric Lady                      | Sony Tropical | 12cmCD | CDZ-82087  | NORA NORA名義 |
| 2  | 日本 | 1999年8月18日 | Cuban Colors                       | RMM Records   | 12cmCD | MVCK-29001 |               |
| 2  | 米国 | 1999年9月7日  | Trátame Como Soy                   | RMM Records   | 12cmCD | 0282840362 |               |
| 3  | 日本 | 2001年6月20日 | Cielo ～空へ～                     | RMM Records   | 12cmCD | VRCL3025   |               |
| 4  | 日本 | 2022年5月26日 | ¡Salud a la vida! ～人生に乾杯！～ | NS Records    | 12cmCD | NSCD-1214  | 限定販売      |

### 参加作品
| リリース日     | アーティスト            | タイトル                                           | レーベル             | 規格   | 規格品番   | 備考 |
| -------------- | ----------------------- | -------------------------------------------------- | -------------------- | ------ | ---------- | ---- |
| 1998年2月18日  | 石井竜也 featuring NORA | 「リズム/帰ろう 〜you are my place〜」             | Sony Records         | 8cmCD  | SRDL-4444  |      |
| 1998年11月12日 | 塩谷哲                  | 「星の夜」 in 『Wishing Well』                     | Fun House            | 12cmCD | FHCF-2446  |      |
| 2001年11月21日 | 渡辺香津美              | 『BEYOND THE INFINITE』                            | Dozo                 | HDCD   | UCCJ-2014  |      |
| 2001年5月16日  | GAKU-MC                 | 「ビバ 鈴木」in『word music 2』                    | アンティノスレコード | 12cmCD | ARCJ 176   |      |
| 2003年7月23日  | 櫻井哲夫                | 「La Madrugada (Day Break)」in『Cartas Do Brasil』 | JVC                  | 12cmCD | VICJ-61127 |      |
| 2015年9月30日  | 稲垣潤一                | 「リンダ」 in 『男と女5-TWO HEARTS TWO VOICES-』   | Universal            | 12cmCD | UICZ-4333  |      |
| 2019年5月15日  | OKAMOTO ISLAND          | 『JOY5』                                           | Jawango Records      | 12cmCD | JWRD-0001  |      |

## 著書
- NORA『人生、６０歳まではリハーサル』主婦の友社（原著2018年7月13日）。ISBN 978-4074331765。 NCID BB27467781。